# 보이나타
보이나타(본명: 정민우, 2002년 8월 27일 ~ 2020년 5월 26일)는 대한민국의 래퍼였다.